# Jornalet
Jornalet (soit « petit journal » en occitan) est un journal en ligne en occitan publié gratuitement. Jornalet couvre les actualités mondiale et occitanes. Il est actuellement un des principaux sites internet en occitan,,. Une version en papier annuelle payante existe également.
Le nom complet est Jornalet, gaseta occitana d'informacions, ce qui signifie «le petit journal, gazette occitane d'information».
Jornalet a une politique linguistique qui privilégie l'information en occitan standard général, mais qui offre une place importante aux divers dialectes occitans utilisant la norme classique.

## Historique
Jornalet fut créé en mars 2012, lors de la manifestation Anèm Òc de Toulouse. L'idée d'un journal entièrement en occitan germa alors.
Le journal est membre de la Federacion Interregionala de Mèdias Occitans (FIMÒC - soit en français la « Fédération interrégionale des médias en occitan »).

### Aire de diffusion
Jornalet a pour but de fournir un quotidien pour tous les pays occitans : d'ouest en est de la Gascogne aux vallées occitanes italiennes, du sud au nord, du Languedoc jusqu'au Bourbonnais en passant par l'Auvergne.
Dans le cadre de l'association de diffusion occitane en Catalogne, il bénéficie d'une diffusion particulièrement forte en Catalogne depuis l'officialisation de la langue occitane dans l'intégralité de la Generalitat. Elle se perçoit aussi dans une moindre mesure dans le reste des pays catalans d'Espagne (Frange d'Aragon, îles Baléares, voire pays Valencien). 
En tant qu'un des principaux médias écrits en occitan, il est souvent utilisé dans le cadre de l'enseignement de l'occitan, tant dans le secondaire (collèges et lycées) qu'à l'université. En 2020, des étudiants écrivent des textes sur la culture occitane qui sont publiés par la suite sous forme d'articles dans le journal. En juillet 2020, il est enregistré par la Generalitat de Catalunya et le Conseil général d'Aran dans la liste des organismes des entités de promotion de la langue occitane, lui apportant de nouveaux soutiens d'entités administratives. 
La ligne éditoriale officielle est celle d'un occitanisme qui se veut défendre la langue occitane, son territoire et locuteurs. 

### Rédaction et publication
Le premier conseil de rédaction fut alors composé de Ferriòl Macip et de Jaume Clotet, l'Association de Diffusion Occitane en Catalogne (ADÒC) fut alors crée. Cette association est l'actuelle maison d'édition de Jornalet et se situe à Barcelone.
En avril 2015, Jornalet réussit à récolter plus de 4 800 € via une campagne de financement sur TotSuma, démontrant l'engouement du lectorat occitan pour le titre.
Une association Los amics de Jornalet (soit en français « les amis de Jornalet ») a été mis en place à Quillan (Aude) pour soutenir le journal financièrement et pour ne pas connaître le sort de la revue La Setmana qui a ainsi été arrêtée en 2018. Ces deux revues avaient d'ailleurs passé un partenariat de défense de la presse écrite en occitan.
Jornalet vit essentiellement de la générosité des lecteurs militants et de quelques subventions publiques, l'équipe ayant choisi de ne pas rendre l'accès au site payant afin de ne pas se séparer d'un lectorat non-militant.